# Cinta muraria gallo-romana di Senlis

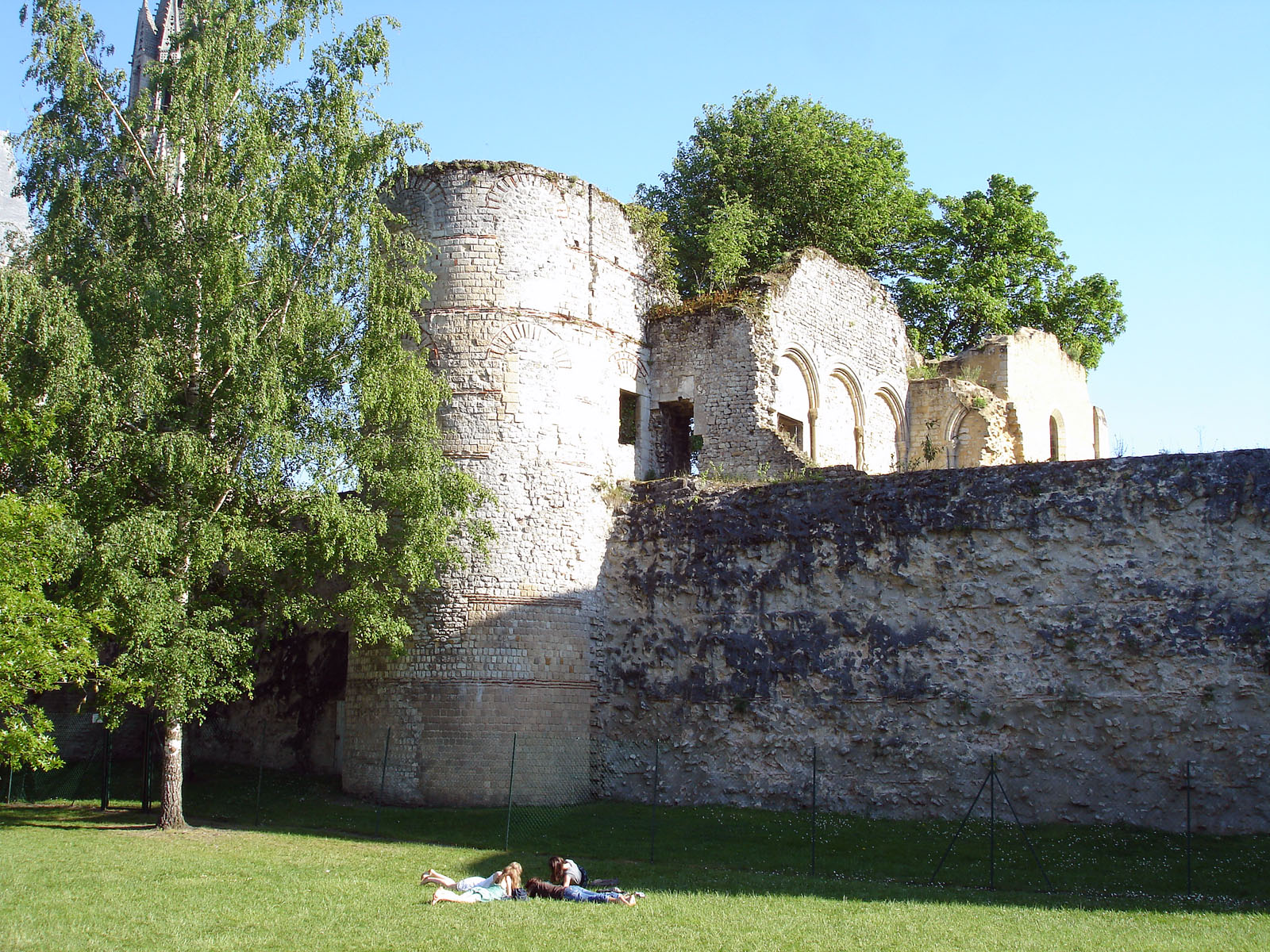
Le mura gallo-romane con la torre nº 29 o « tour des Gardes » nel giardino del Re.

La cinta muraria gallo-romana di Senlis (Piccardia in Francia) è una delle meglio conservate della Gallia del nord. Anche se l'epoca di costruzione non è stata stabilita con precisione, da alcuni studi condotti nel XIX secolo appare abbastanza probabile che le mura possano risalire a dopo il passaggio delle orde germaniche del 275 - 276 e dopo l'anno 278. Ma potrebbero esser state costruite durante il periodo che va fino all'inizio del IV secolo. Per analogia con i risultati delle ricerche condotte sulle mura romane in altre città europee, è noto che il recinto di Senlis può essere stato costruito in appena due anni, comprese tutte le torri. Una seconda campagna di costruzione si è svolta a partire dall'anno 500 con la valorizzazione degli ambienti contenuti nelle torri. Lo smantellamento è iniziato nel 1170 durante la costruzione della Collegiata di Saint-Frambourg di Senlis, prima costruzione medievale.

## Descrizione
Il castrum, nel senso di villaggio fortificato e non di castello, fu costruito nel punto più alto della collina sulla quale si trova Senlis. Il disegno della cinta muraria non soddisfa criteri specifici e si basa sulla morfologia del terreno. Questo spiega il cerchio a forma distorta a "uovo". Tuttavia, il cammino di ronda era perfettamente orizzontale, il che non è casuale. Per raggiungere questo obiettivo, il muro doveva essere più alto a sud di circa 4 metri. Ai piedi delle sezioni più alte, nelle quali il muro raggiungeva l'altezza di 7-8 metri, il fossato era molto più stretto. A nord, raggiungeva la larghezza massima di 39 metri. Lo spessore della parete varia tra 2,3 e 4 metri. a seconda della posizione, e in media da 3,25 a 3,4 metri.
Le strade attuali, che corrispondono ai fossati di confine esterni, sono in direzione oraria da nord, rue Flagearts, Place de la Halle con le sue estensioni, rue Harenguerie, rue aux Fromages, rue du Puits-Tiphaine e rue du Chat-Haret. Nonostante la sopravvivenza di gran parte della cinta muraria, gli archeologi hanno fornito limiti diversi della città fortificata, e diverse circonferenze delle mura. Marc Durand, archeologo che lavorò a lungo nella città di Senlis e ultimo studioso a essersi dedicato all'esplorazione delle mura gallo-romane, ha determinato una superficie di 6,38 ettari e una circonferenza di 943 metri. Adrien Blanchet, invece, ha calcolato una superficie di 8,55 ettari e una circonferenza di 840 metri.

### Porte
La città di Senlis aveva solo due porte aperte al traffico: la porta di Parigi, o di Beauvais, che si trova sulla vecchia strada di Parigi a sud, e la porta Bellon, o di Reims, che si trova sulla rue du chancelier Guérin a sud del vecchio vescovato (tracce sono ancora visibili sulla parete esterna di quest'ultimo palazzo, identificato come edificio da una targa). Ciascuna di queste due porte era fiancheggiata da due torri. Oltre alle porte, vi erano fino a quattro postierle, la cui datazione è incerta e può in parte risalire soltanto al Medioevo. Il primo era l'antico ingresso principale di Saint-Maurice, place Saint-Maurice, la posizione esatta del portale attuale. Eugène Müller l'ha chiamata "postierla Aiguillère", nome che porta anche una postierla nella cinta di Filippo Augusto a Parigi. Una seconda postierla era situata nel parco dell'antico Castello reale di Senlis e priorato Saint-Maurice e venne bloccata per metà in una data incerta e completamente verso la fine del XIX secolo o all'inizio del XX. La postierla del Bancloque venne scoperta soltanto nel 2005 durante gli scavi condotti a causa di un cedimento del terreno a ovest di Place de la Halle. La quarta postierla era la "falsa porta" attuale, rue de la Treille. Tuttavia, questa porta non è la postierla antica che è stata ampliata: i resti dell'antico arco della porta stretta restano presenti nell'intradosso, fuori della città a sinistra. - Per quanto riguarda la falsa porta San Rieul nella rue Villevert (denominata così per distinguerla dalla porta omonima entro i confini delle mura di Filippo Augusto), la sua datazione è problematica, ma è quasi certo che si tratti di costruzione medievale. La porta Bellon ha sopravvissuto più a lungo e venne demolita nel 1805.

### Torri
I diversi autori che hanno scritto sulle mura gallo-romane di Senlis non citano lo stesso numero di torri. In effetti, due torri non figurano più sul catasto dopo la rivoluzione francese, il che spiega il numero di 28 torri spesso citato. D'altra parte, possiamo considerare le due torri che affiancano le porte della città come parte delle stesse o come torri indipendenti. Contando tutte le torri si arriva a un numero di 30. La distanza media tra le torri è di 31 metri che era una densità eccezionale rispetto ad altre città romane in Europa. A parte il caso estremo di Barcellona, con una distanza media di 17 metri, Lugo e Le Mans erano le uniche altre città ad avere una migliore copertura di Senlis. Delle 26 porte, senza contare quelle delle porte, ne erano rimaste 22 nel XVIII secolo, secondo il canonico Afforty, rispetto alle quindici torri ancora in piedi agli inizi del secondo millennio.

### Tecnica di costruzione

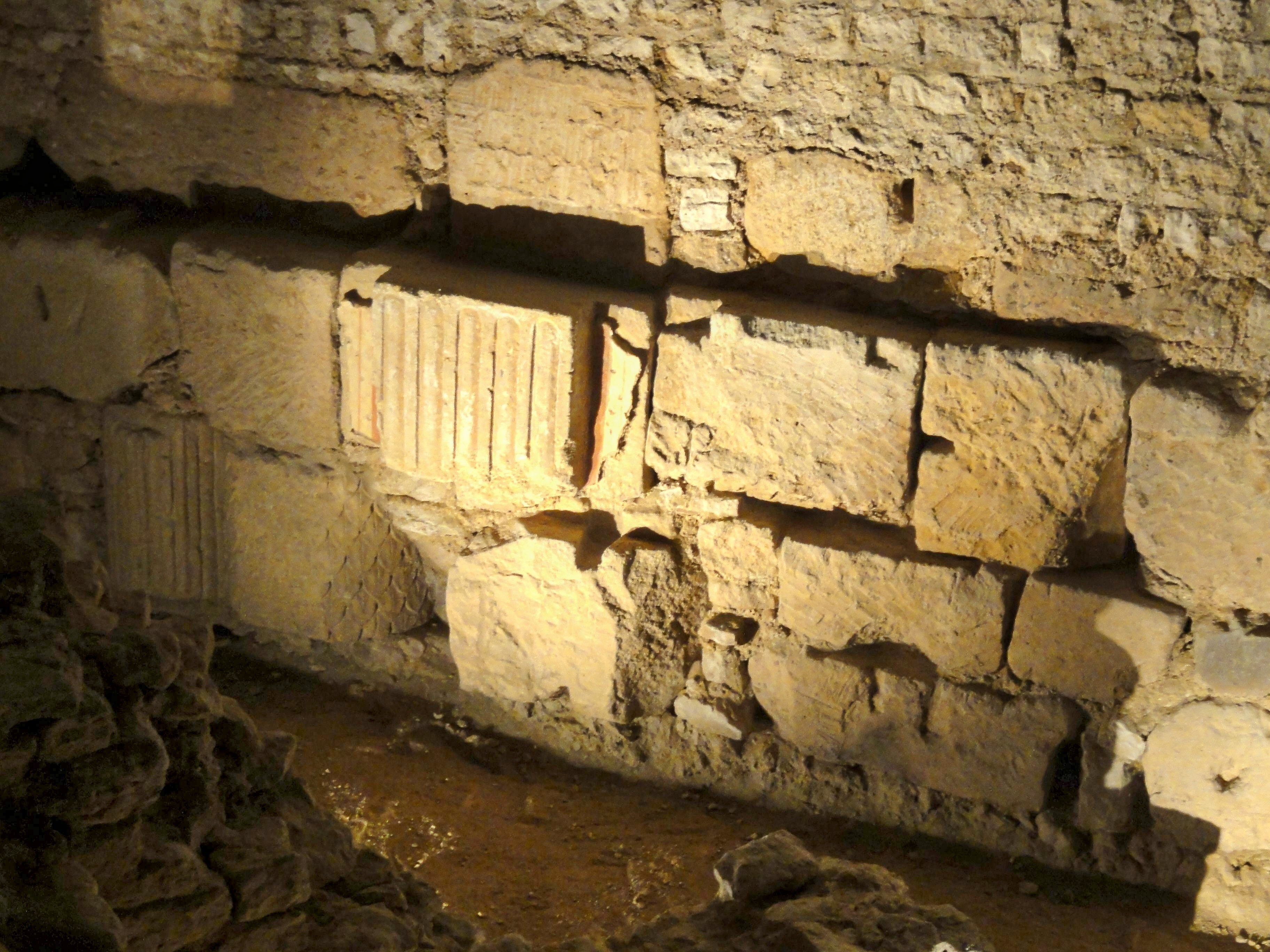
Fondamenta con delle lapidi.

Le torri sono quadrate all'interno della città e arrotondate verso l'esterno. Sono completamente inserite fino alla sommità della muraglia, il che consente di affermare che sono state costruite in contemporanea. Inizialmente tutte le torri erano identiche ma Re Clodoveo fece eseguire miglioramenti alle fortificazioni nell'anno 500, che probabilmente non vennero completati fino alla sua morte, avvenuta nel 511. Le torri vennero poi arricchite con l'inserimento di un nuovo piano nel quale venne realizzata una sala con delle aperture. Trascorsero così circa 180-220 anni tra la costruzione del muro originale e il completamento di Clodoveo. La datazione dei piani superiori è stata controversa sul piano scientifico in quanto si credette a lungo che fosse coeva delle mura.
La finitura delle mura è diversa fra la parete interna e quella esterna. In luoghi dove la superficie della parete è ancora intatta si vede solo la facciata, che è costituita di piccole pietre cubiche. Tra questi due strati esterni senza funzione statica, si trova, secondo Marc Durand, un «...blocco estremamente compatto e duro. Si tratta di una malta di calce, chiamata anche "opera cementizia", composta da ghiaia, sabbia e pezzi di tegola schiacciate; il legante è superiore ai due terzi del composto». Fra le unità di 1,25 metri è interposto un letto di pezzi di tegola dello spessore di 3 centimetri. Le fondamenta sono costruite a secco.

### Protezione

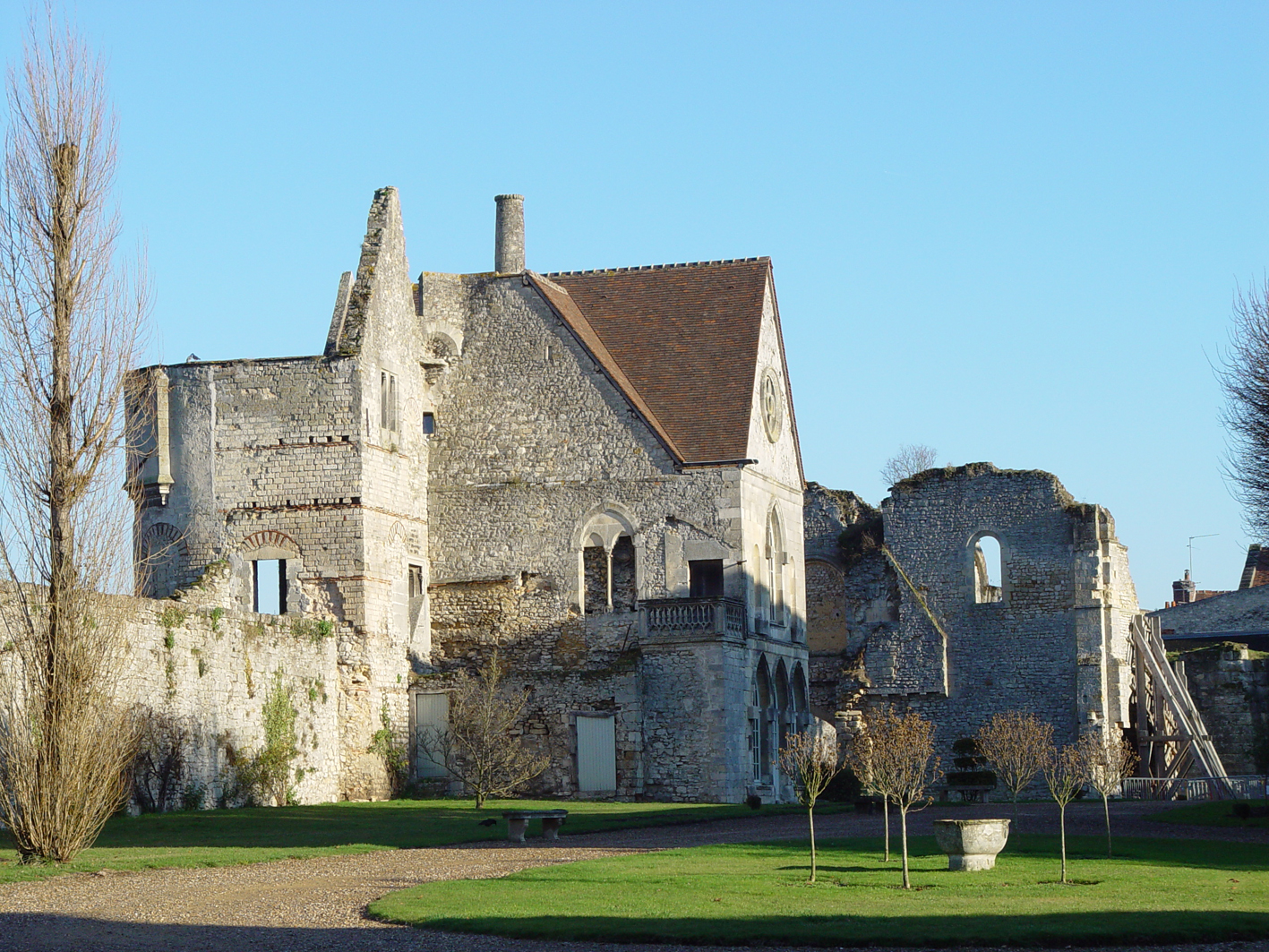
Vestigia del castello reale; a sinistra la torre nº 28 trasformata in oratorio sotto Carlo V.

La cinta muraria gallo-romana è stata protetta, come monumento storico di Francia, in diverse tappe a cominciare dalla postierla detta Fausse porte e parti delle mura adiacenti, con ordinanza del 5 aprile 1930, rettificata con ordinanza del 9 luglio 1930. Fu poi la volta della torre gallo-romana sita sul retro dell'hôtel de Vermandois ad essere classificata il 20 luglio 1942. Nel dopoguerra, la tour des Anges e l'antico vescovado con il suo oratorio, ristrutturato nel XV secolo, venne classificati il 17 settembre 1964. Con un intervallo di più di trent'anni, l'insieme delle vestigia delle mura gallo-romane comprese fra rue Villevert e rue de la Treille, costituenti essenzialmente il perimetro del parco dell'antico castello reale di Senlis e priorato Saint-Maurice, sono state classificate il 6 novembre 1995. E finalmente la restante parte venne iscritta il 9 aprile 1999.

### Galleria d'immagini

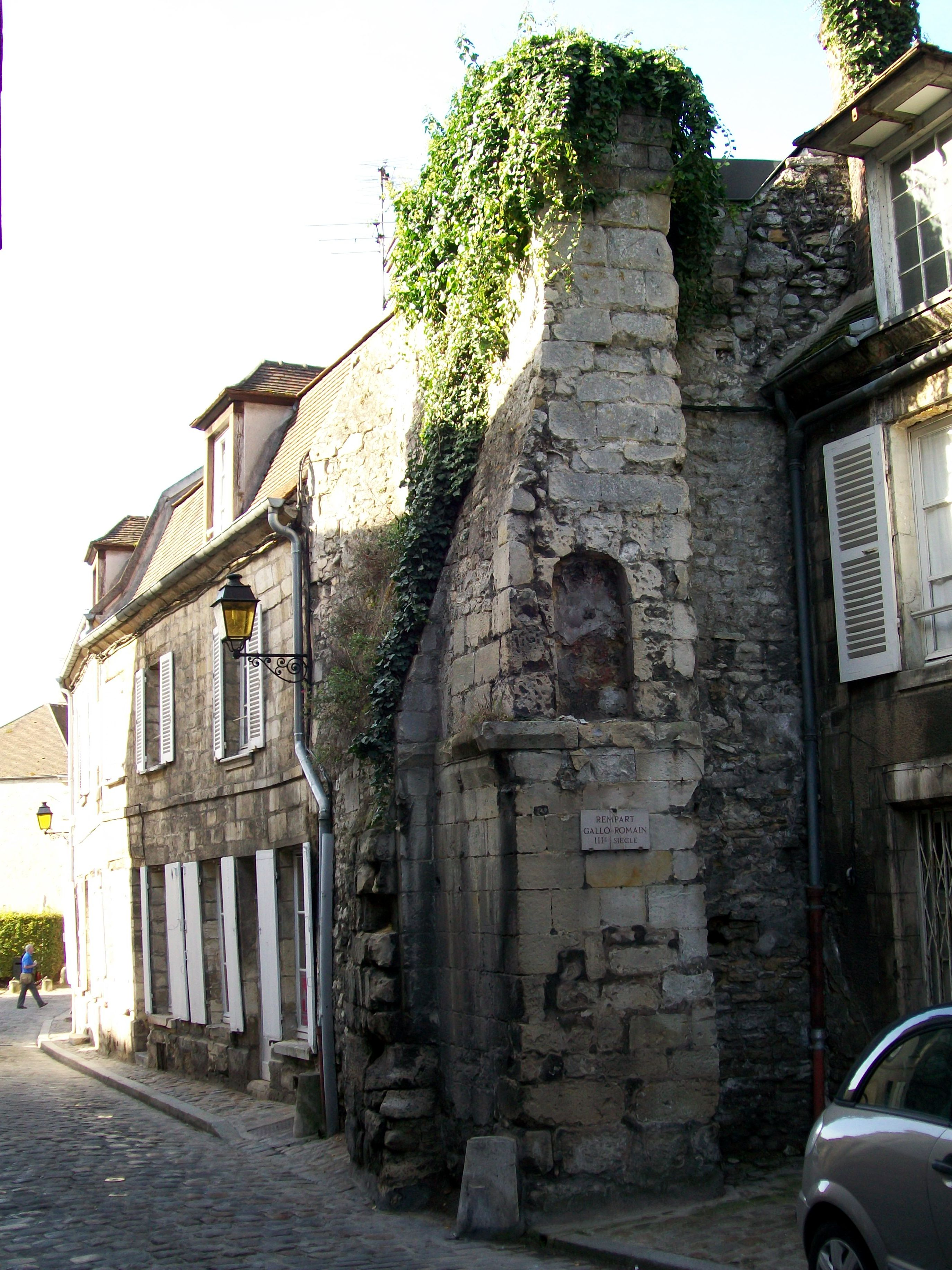
Vestigia della «fausse porte Saint-Rieul», rue de Villevert, aperta nel medioevo.
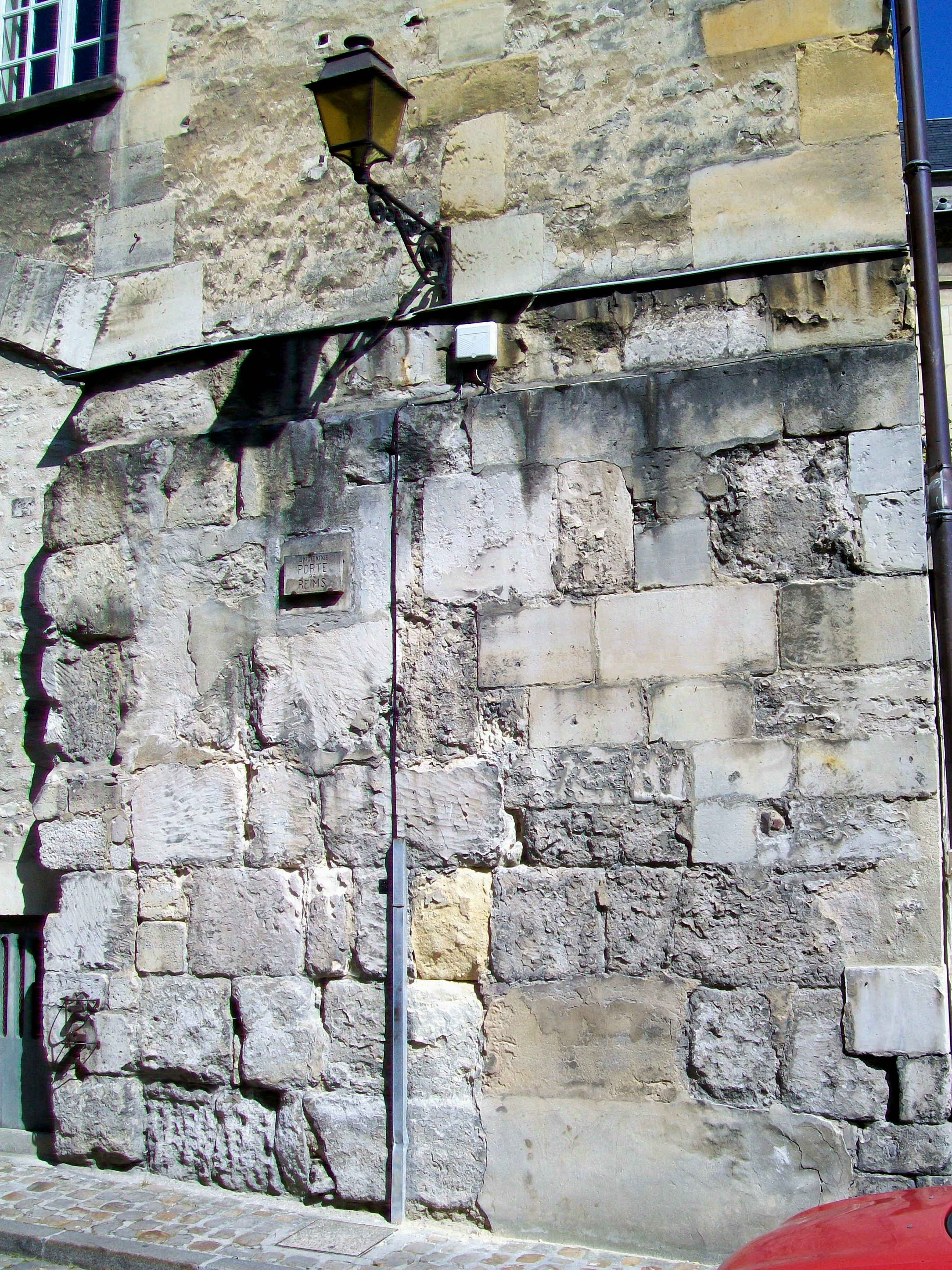
Vestigia della « porte de Rheims » demolita nel 1806, sull'antico vescovado, rue du chancelier Guérin.
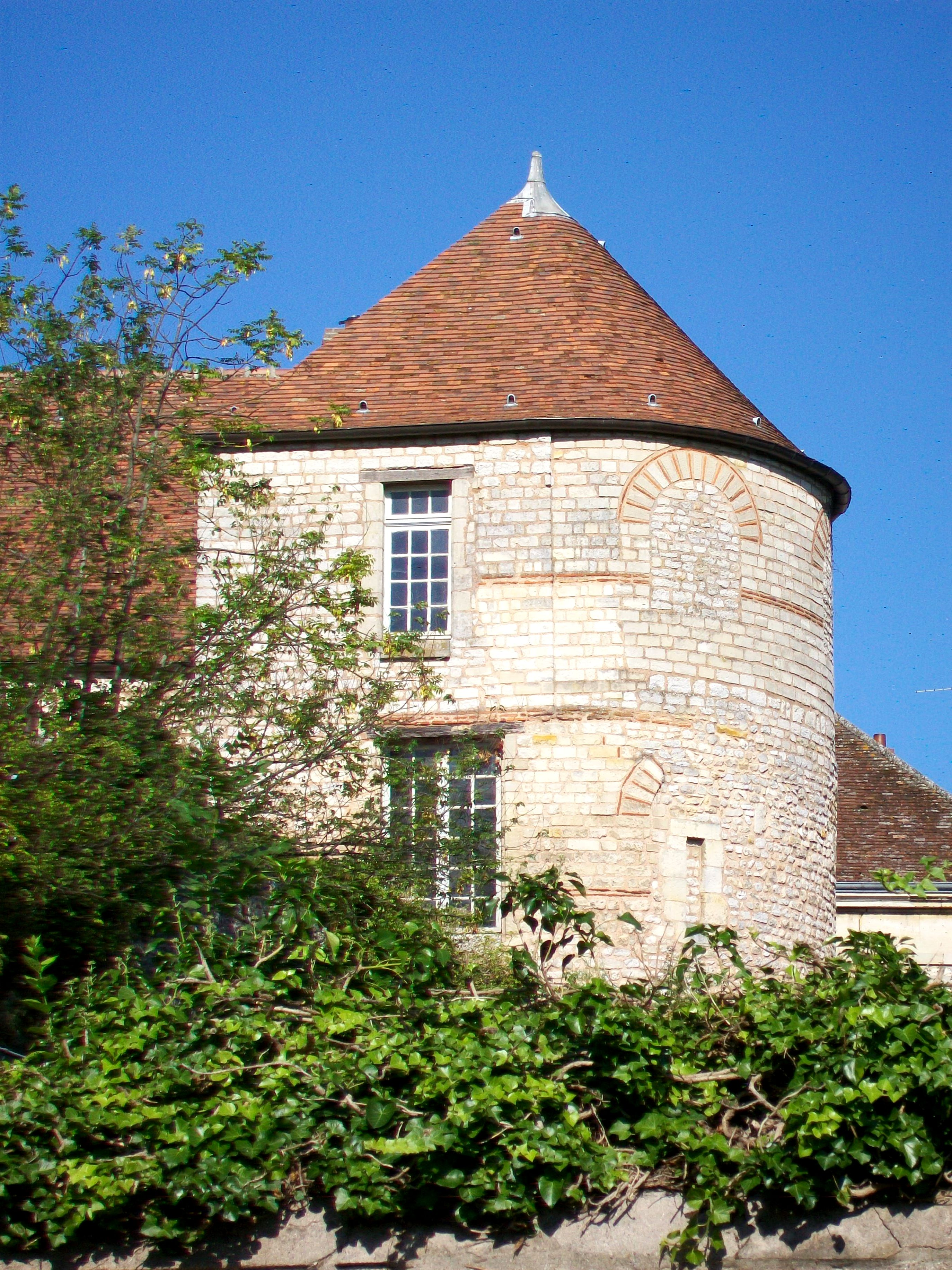
Torre nº 1 o «tour de Vermandois», dietro l'hôtel omonimo.
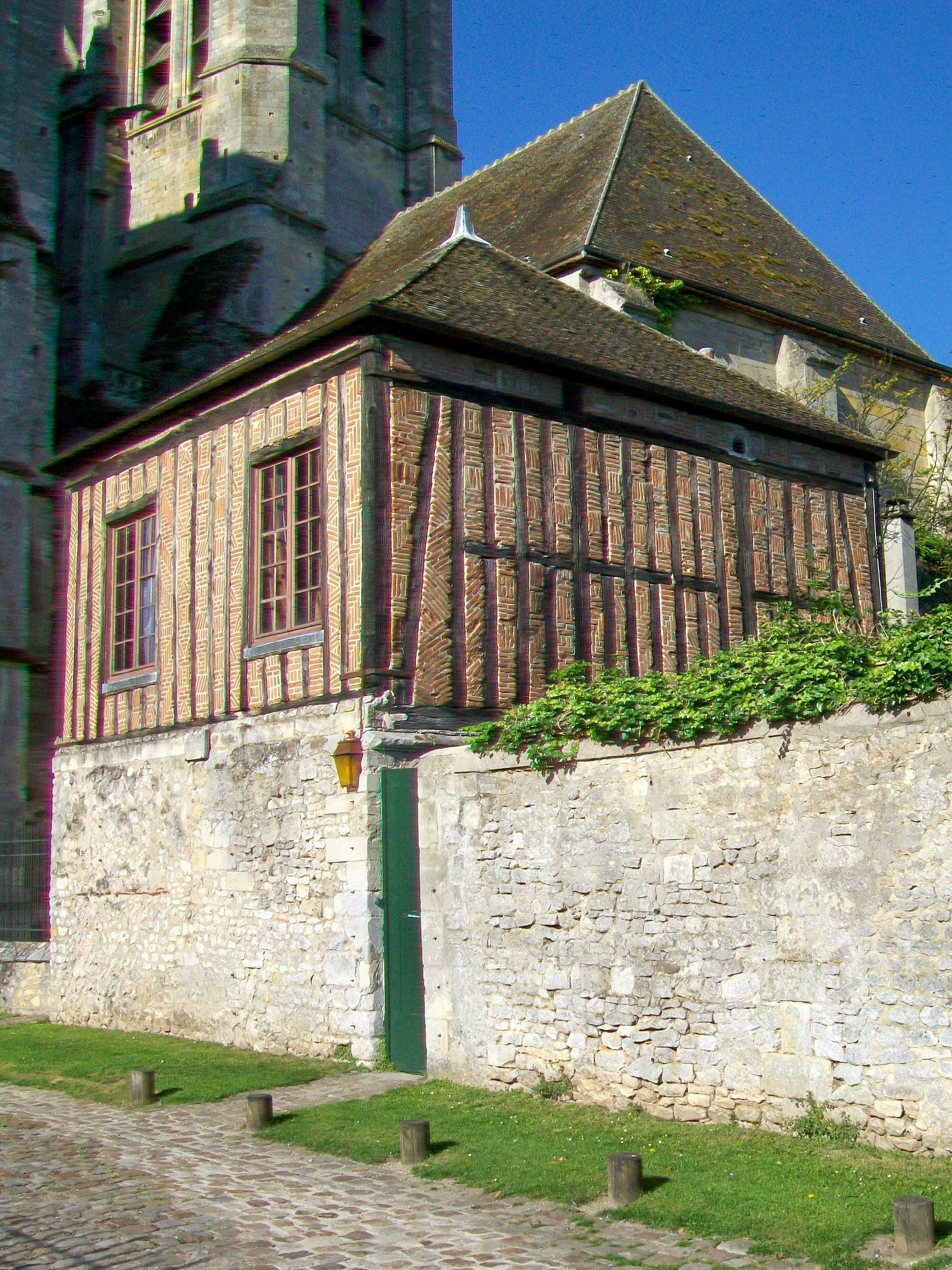
Torre nº 2 o «tour de la Bibliothèque», costituente la base della bibliothèque du chapitre Notre-Dame.

I tre quarti della superficie dell'antico castrum gallo-romano sono andati perduti, ovvero gli edifici medievali con cantine e gli scavi per la metropolitana non hanno lasciato che poche tracce. L'ultimo quarto si riferisce essenzialmente alle più grandi piazze e ad alcuni giardini privati, che non sono ancora stati scavati se non parzialmente. L'organizzazione spaziale dell'antico Augustomagus rimane sconosciuta. Così la muraglia è la reliquia principale del periodo gallo-romano. In gran parte integrata nelle proprietà private, delimita il terreno circostante. Dove si può vedere, nel terreno pubblico, è il parco dell'antico castello reale e la piazza Vernet nei pressi della Collegiata di Saint-Frambourg di Senlis e al di fuori della città, il giardino del Re e il giardino dietro la vecchia sede vescovile. Restano da segnalare come altri resti, le tracce della "porta di Bellon" o "porta Reims", la porta di San Guerin e le tracce della porta della rue de la Treille nell'intradosso della "porta falsa".
Le quindici torri superstiti della cinta muraria gallo-romana sono indicate, in senso orario, a partire da nord:
- Torre nº 1 o « tour de Vermandois », unita al retro dell'hôtel de Vermandois, place du Parvis Notre-Dame;
- Torre nº 2 o « tour de la Bibliothèque » del capitolo, ridotta a servire come base per la costruzione di una piccola costruzione nei pressi della porta nord del Cattedrale;
- Torre nº 4 o « tour des Anges », incorporata nell'antico vescovado;
- Torre nº 8 o « tour Saint-Hilaire », dal nome dell'antica chiesa parrocchiale, a nord dell'antica collegiata Saint-Frambourg (non visibile dal terreno pubblico) ;
- Torre nº 10 o « tour Carlier », a sud di Saint-Frambourg, nei pressi di square Vernet;
- Torre nº 12 o « tour Saint-Nicolas », immediatamente a nord dello stretto passaggio che conduce da place de la Halle a square Vernet, direttamente affacciato su una casa con la facciata esterna, abitata e non identificabile dalla piazza Vernet;
- Torre nº 18 o tour « Henri IV », dietro alla prima casa di rue Léon-Fautrat, a nord (non visibile dal terreno pubblico) ;
- Torre nº 19 o « tour carrée », crollata alla fine del XIX secolo e ricostruita in modo semplificato come torre quadrata, dietro una casa di rue Léon-Fautrat (non visibile dal terreno pubblico);
- Torre nº 20 o « tour de la Chancellerie », unita all'hôtel de la Chancellerie ed abitata, rue de la Treille, visibile da la « Fausse porte » ;
- Torre nº 21 o « tour du Puits-Tiphaine », nel giardino di una casa sita nella via omonima, visibile soltanto il giorno europeo del patrimonio ;
- Torre nº 22 o « tour du jardin Saint-Maurice », all'estremità sud-ovest del parco dell'antico castello reale;
- Torre nº 24 o « tour Vénerie nord », inclusa in una casa ad ovest del Museo della caccia;
- Torre nº 25 o « tour Saint-Maurice », a sinistra del portale dell'antico priorato di Saint-Maurice, accessibile da place Saint-Maurice;
- Torre nº 28 o « tour de l'Oratoire », dietro alla cappella reale Saint-Denis in rovina, nel parco dell'antico castello reale, sfigurata da una finestra a trifora fatta realizzare da per  Carlo V;
- Torre nº 29 o « tour des Gardes », accanto alle rovine del castello reale, ben visibile dal giardino del Re, rue du Chat-Haret.

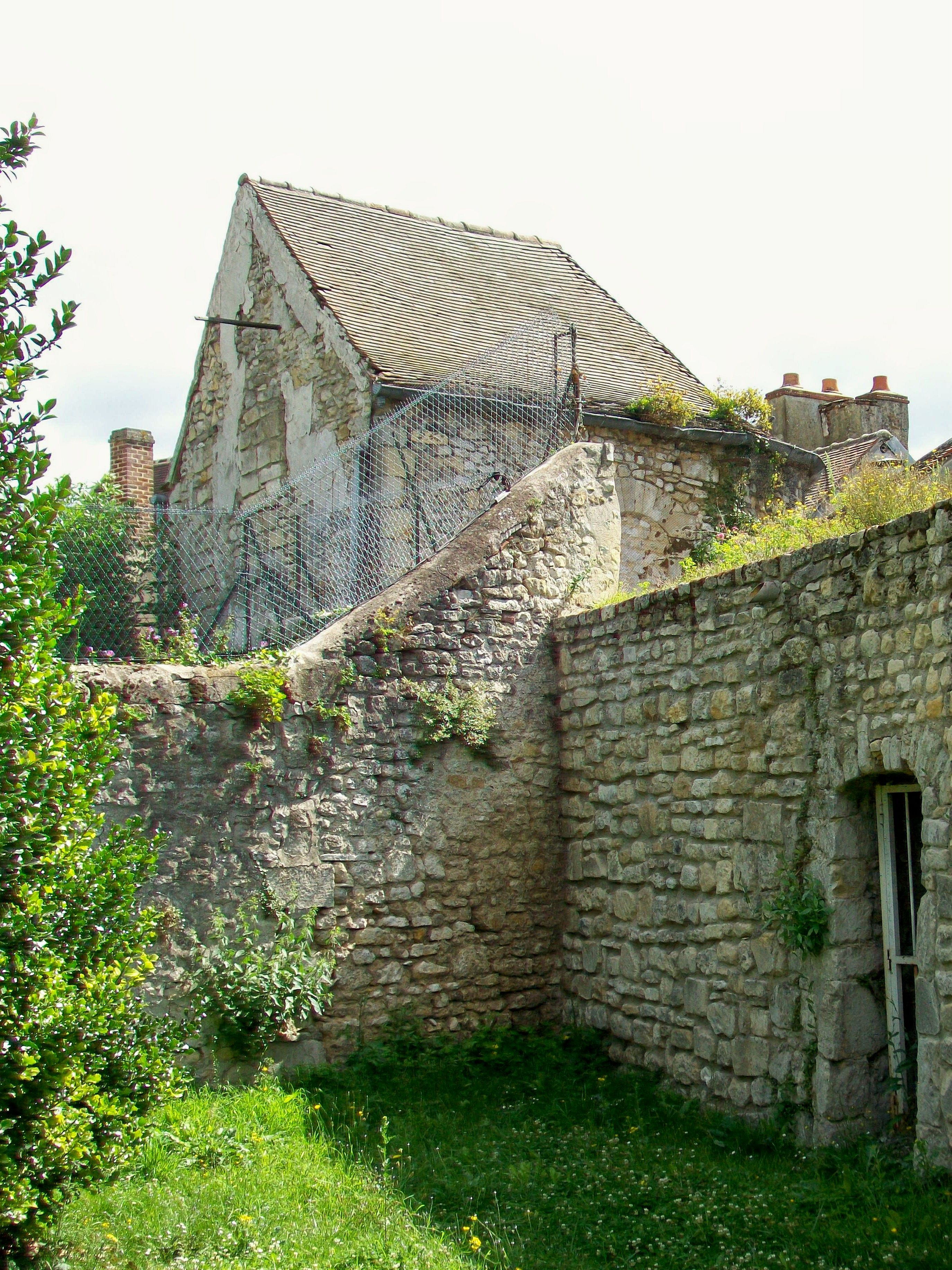
La torre nº 10 o « tour Carlier » a sud di Saint-Frambourg
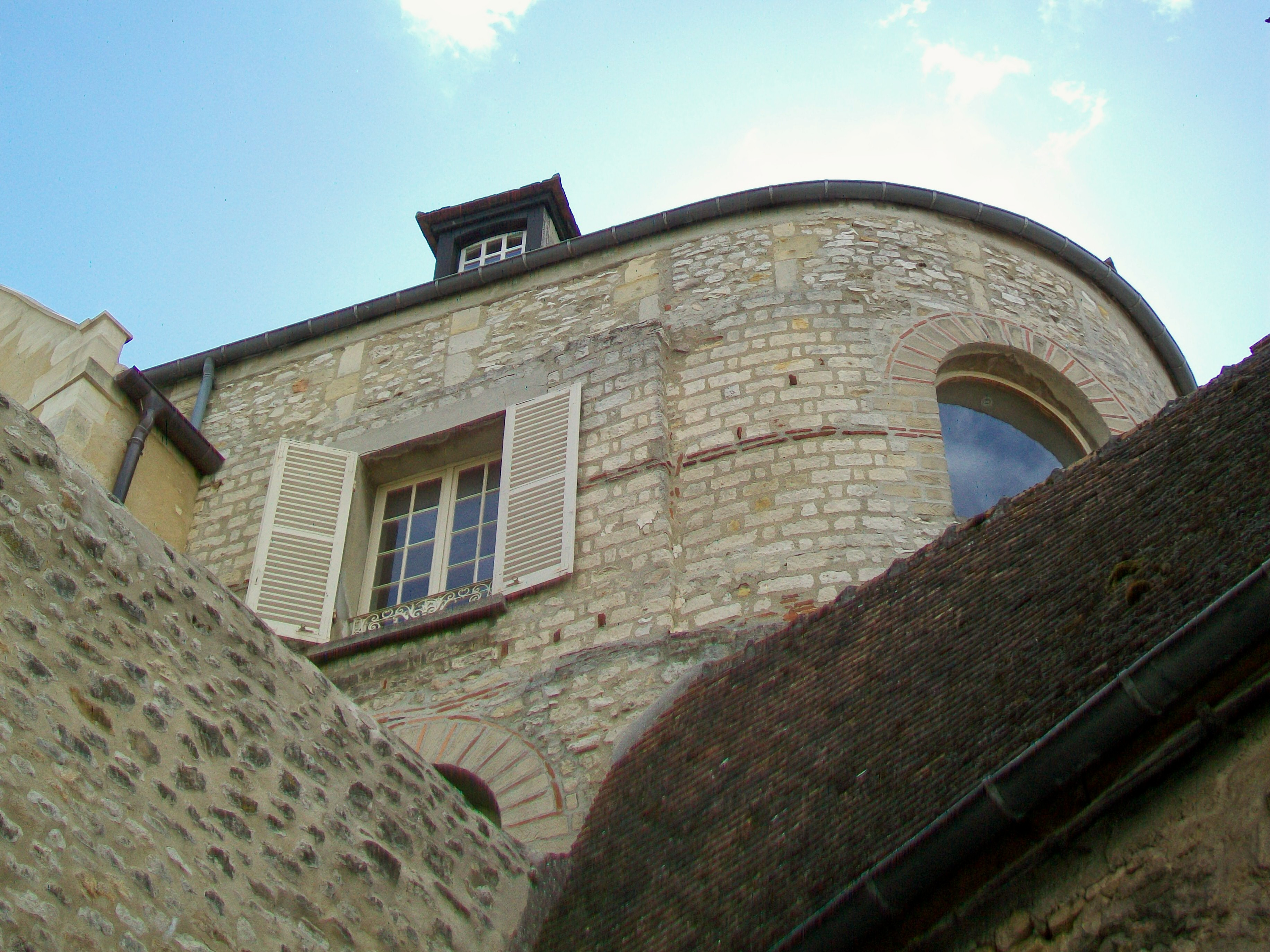
La torre nº 20 o « tour de la Chancellerie », dietro l'hôtel omonimo, rue de la Treille.
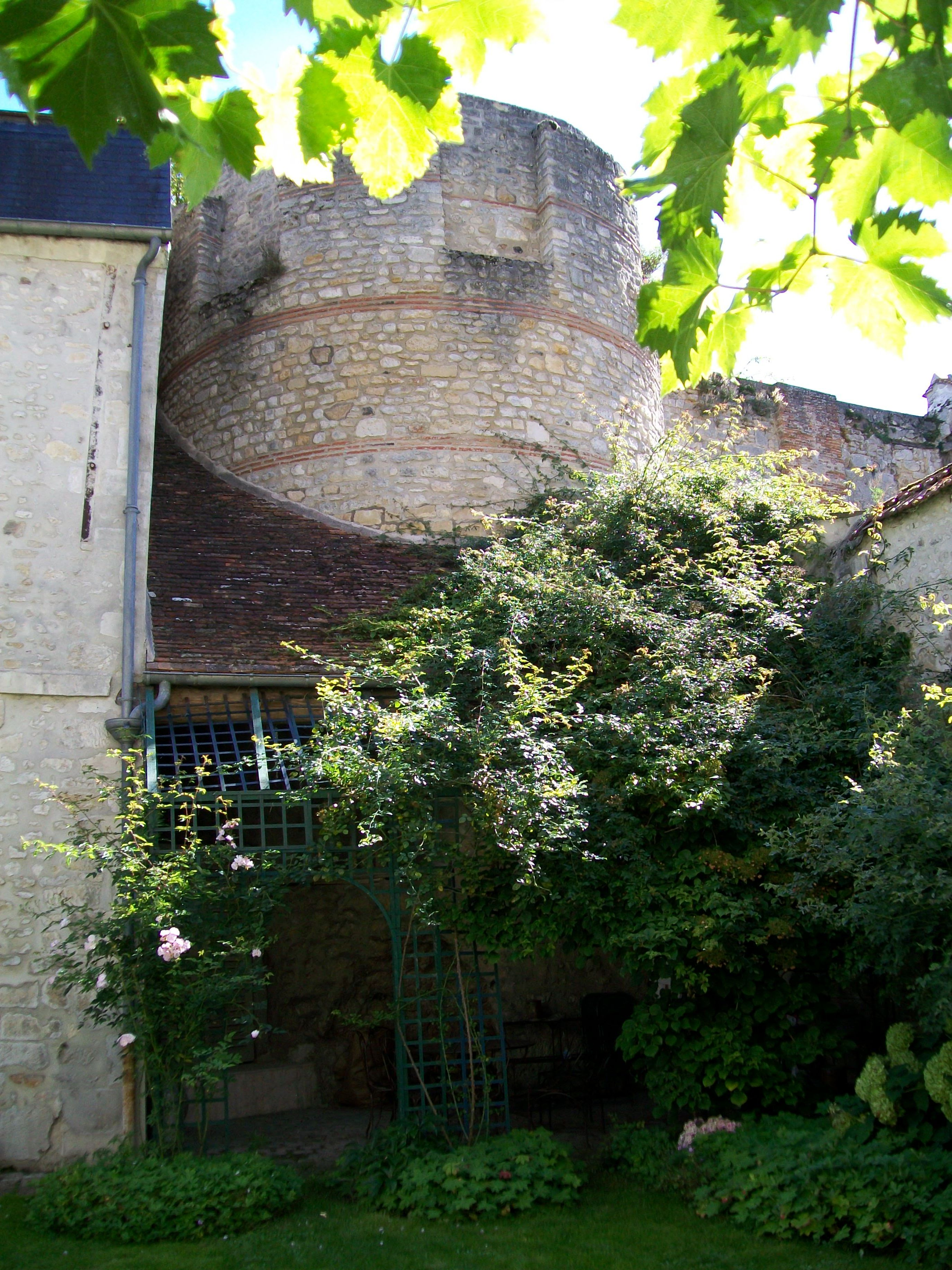
La torre nº 21 o « tour du Puits-Tiphaine » nel giardino al 10 rue du Puits-Tiphaine.
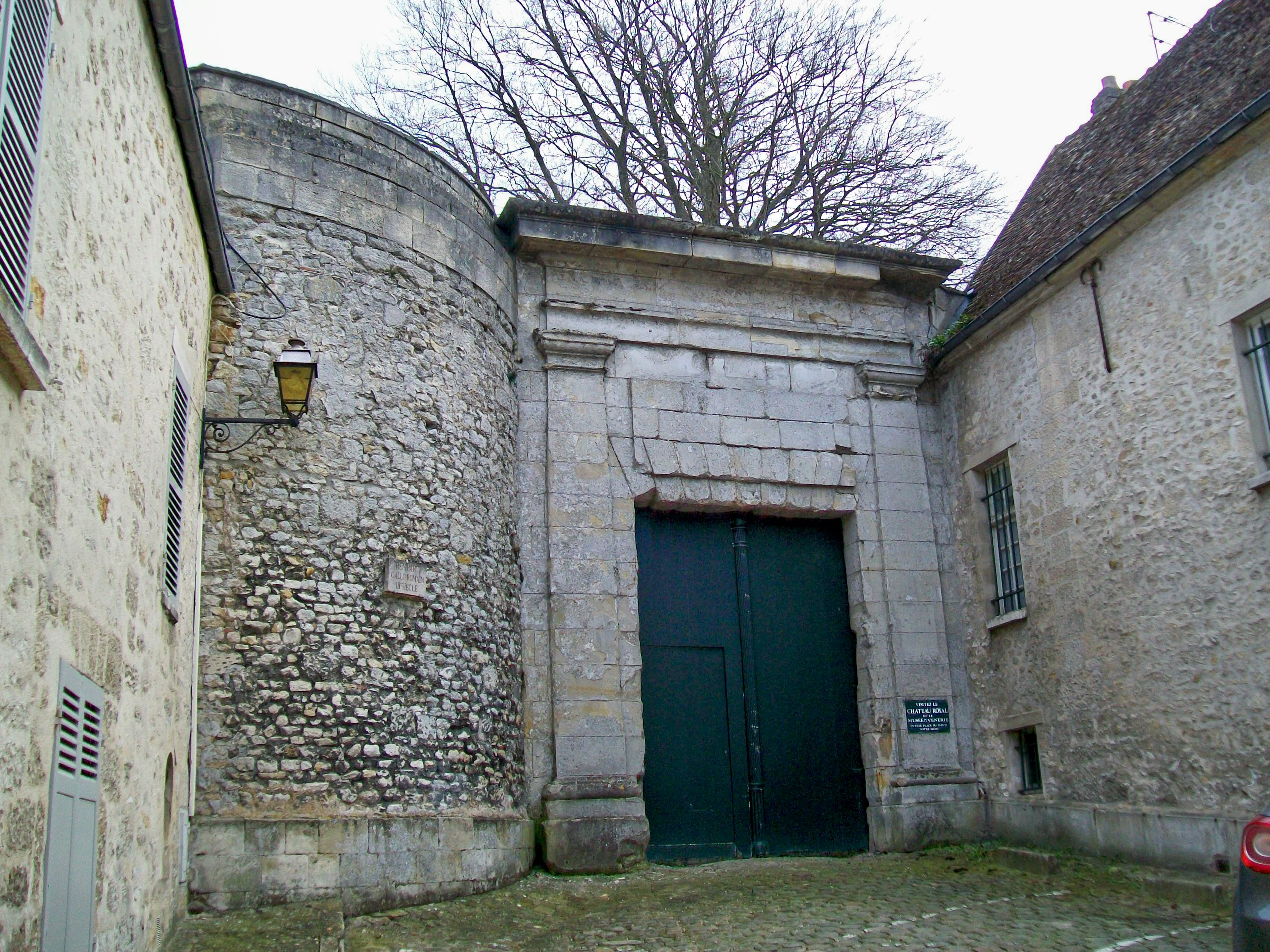
La torre nº 25 o « tour Saint-Maurice », a sinistra del portale ovest del giardino del castello reale.
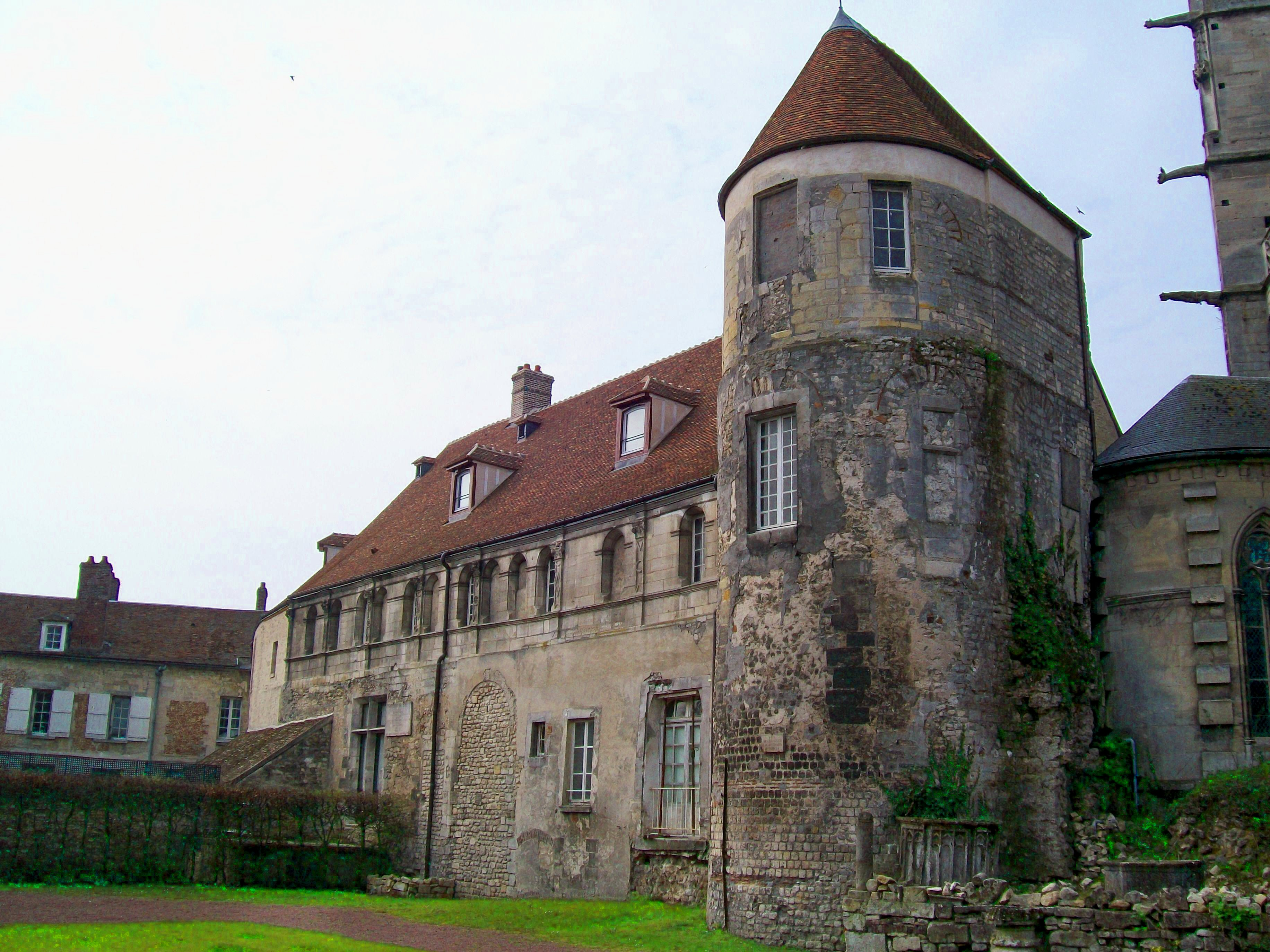
Torre nº 4 o « tour des Anges » e vestigia della cinta muraria gallo-romana vista dall'antico vescovado.

Esistono vestigia archeologiche della maggior parte delle altre torri. La torre nº 13 o « tour de la déesse de la Raison » venne distrutta da un escavatore nel 1995, accidentalmente secondo l'azienda che aveva richiesto i lavori, anche se questa versione appare abbastanza improbabile.